# Badhusen på Skeppsholmen

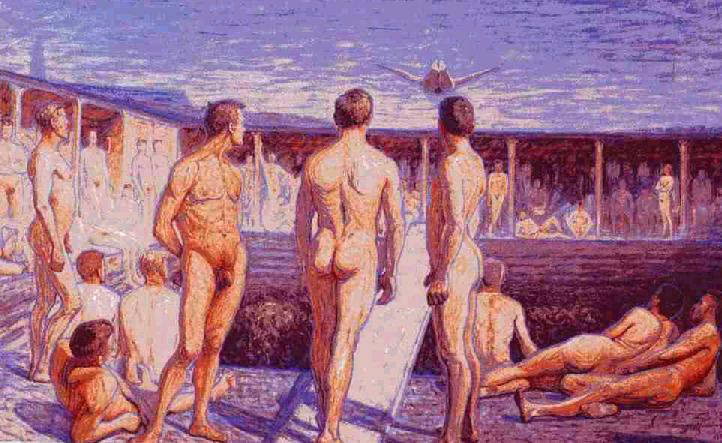
Eugène Janssons Badtavla, 1908

Badhusen på Skeppsholmen bestod av ett varmbad- och två kallbadhus på ön Skeppsholmen i centrala Stockholm uppförda på 1800-talet.

## Flottans badhus

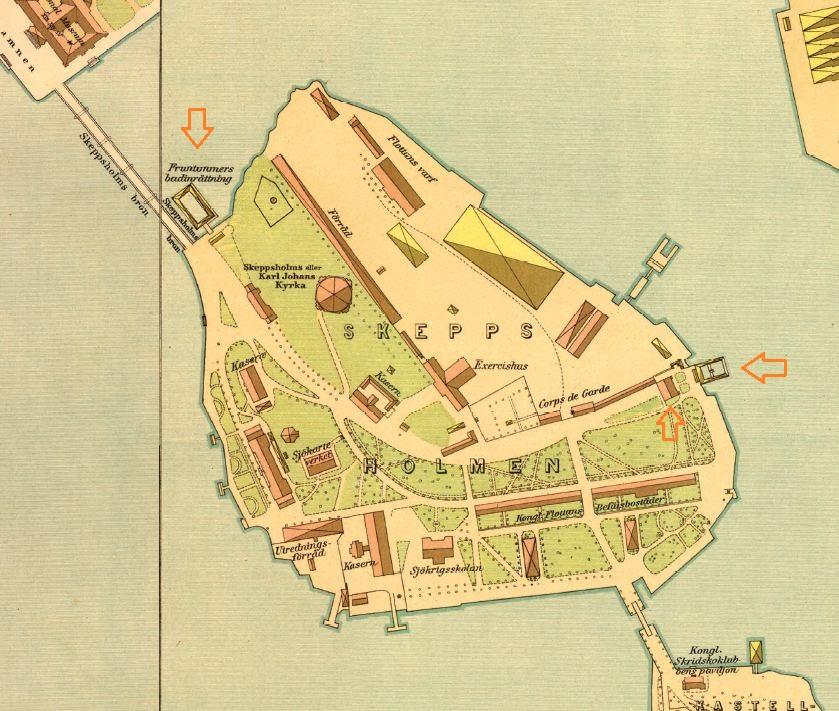
Badhusen på Skeppsholmen, 1885

Omkring 1840 blev det obligatoriskt med kallbad vid regementena som var förlagda till Stockholm. På Skeppsholmens östra strand uppfördes därför ett flytande badhus enligt arkitekt Fredrik Bloms ritningar. Intill detta restes en liten träpaviljong, vilken senare ombyggdes till bostadshus åt badföreståndaren vid flottstationens varmbadhus. Varmbadhuset inreddes på 1870-talet i den närliggande gamla smedjan. Här kunde flottisterna bada bastu och tvaga sig i de sex badkaren som stod i rad.
Badet är kanske mest känt för eftervärlden genom Eugene Janssons målningar av nakna atletiska badande flottister. Konstnären led av en njursjukdom som tvingade honom att regelbundet gymnastisera och bada. Han fick genom kontakter tillträde till badhuset där han fann gott om modeller för sitt figurmåleri, varmed vissa han inledde ett för dåtiden förbjudet homosexuellt förhållande.
Den försämrade vattenkvaliteten i början av förra seklet ledde till att all vidare badning i det förorenade vattnet förbjöds 1923. Kallbadhuset revs och pålarna drogs upp och idag återstår endast badföreståndarens träpaviljong. Varmbadhuset användes fortsatt till 1969 då örlogsvarvet flyttade till Musköbasen.

## Fruntimrens badinrättning
På 1850-talet etablerades ett kallbad vid Kastellholmen. Det var ursprungligen en väldigt enkel anläggning, en så kallad badsump under tak. Nancy Edberg verkade, mot stationsbefälhavarens vilja, för en utökad anläggning och genom personligt stöd från Oskar I kunde man uppföra en ny stort stor bad- och siminrättning där Skridskopaviljongen nu ligger. 1868 flyttades badhuset till Skeppsholmen mitt emot Nationalmuseum. Anläggningen var huvudstadens enda "fruntimmersbad" och hade två större och tio små bassänger och ett flertal omklädningshytter. Den fanns kvar till 1911.

## Bilder

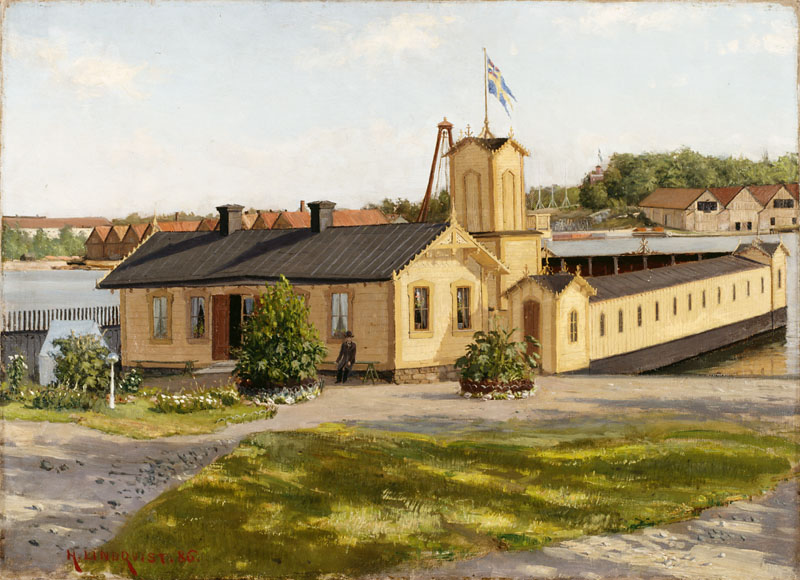
Flottans badhus, 1886
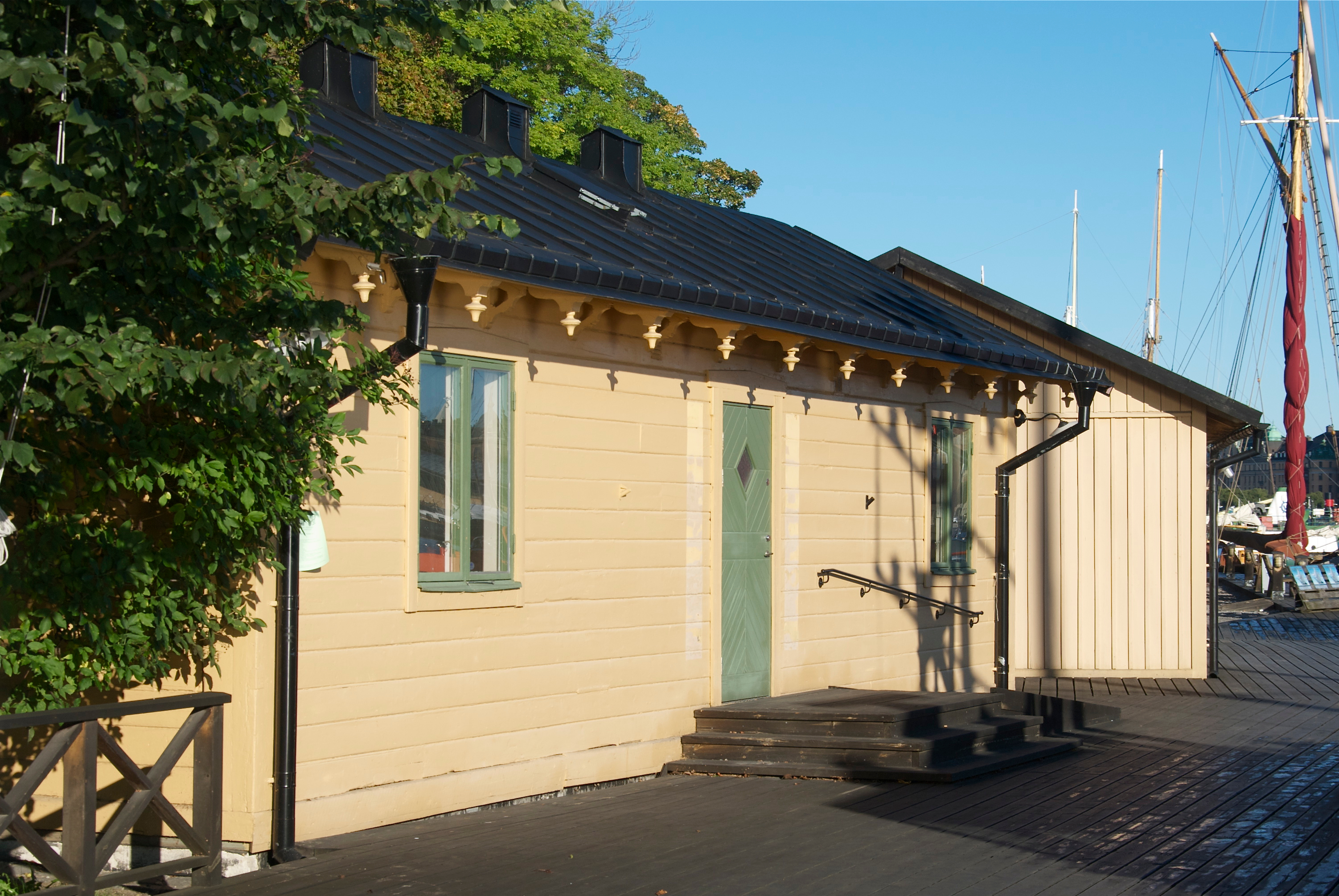
Kallbadhusets paviljong, 2011
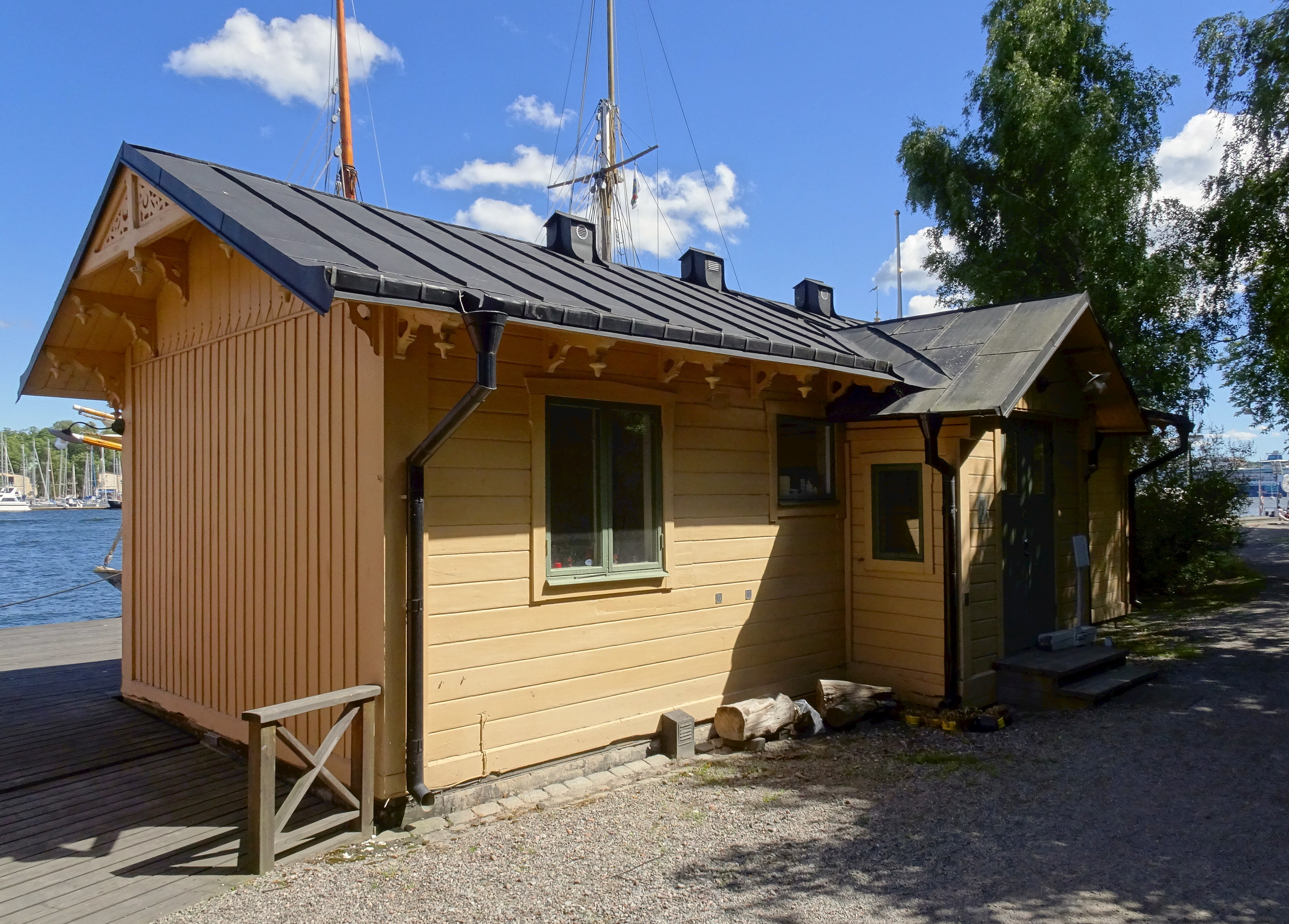
Paviljongens ursprungliga huvudentré
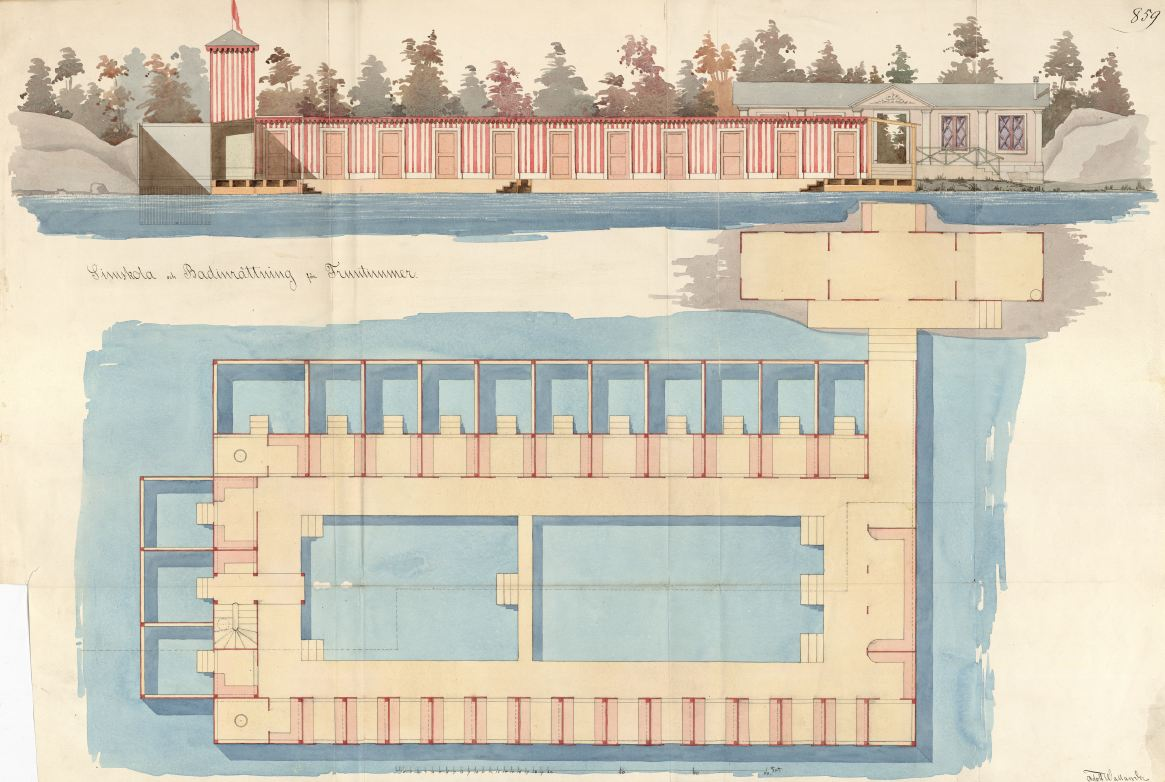
Ritning till Simskola och badinrättning för fruntimmer av Adolf Wallander 1859
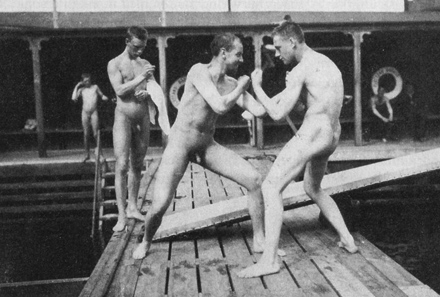
Badande matroser